# Francesco Uguccione
Francesco Uguccione, le cardinal de Bordeaux,  est un cardinal italien né  à Urbino, ou à Pise, Italie,  et décédé le  14 juillet 1412 à Florence.

## Repères biographiques
Francesco Uguccione est élu évêque de Faenza en 1378. Il est nommé légat apostolique en Gascogne, Aragón, Castille et Navarre en 1382. Il est promu archevêque de Bénévent en 1383 et transféré à Bordeaux en 1384.
Uguccione est créé cardinal par le pape Innocent VII lors du consistoire du 12 juin 1405. Le cardinal assiste au concile de Pise. Il participe au conclave de 1409, lors duquel l'antipape Alexandre V et au conclave de 1440 (élection de l'antipape Jean XXIII).